# Смирнова, Ольга Вячеславовна
Ольга Вячеславовна Смирнова (род. 6 ноября 1991, Санкт-Петербург) — российская артистка балета, прима-балерина Национальной балетной труппы Нидерландов. Лауреат премии Президента Российской Федерации для молодых деятелей культуры (2020).

## Биография
Родилась в Санкт-Петербурге. В 2011 году окончила Академию русского балета им. А. Я. Вагановой (педагог Людмила Ковалёва) и была принята в балетную труппу Большого театра. Педагогом-репетитором артистки стала Марина Кондратьева, затем Ольга репетировала под руководством Марии Аллаш.
Постоянно принимала участие в гастролях Академии русского балета — выступала в составе академии в Японии, Великобритании, Италии, Литве, Венгрии, Греции и Португалии. В 2004 году приняла участие в совместном концерте АРБ и Школы Королевского балета Великобритании, состоявшемся в Лондоне.
В мае 2011 года участвовала в гала-концерте звезд памяти Галины Улановой из цикла «Иконы русского балета», прошедшем на сцене лондонского театра Колизей. В июле этого же года участвовала в гала-концерте звезд международного балета в рамках I Международного конкурса балета и хореографии, состоявшегося в Пекине.
Среди балетных партий, исполненных ею в Большом театре: Одетта-Одиллия («Лебединое озеро»), Никия («Баядерка»), принцесса Аврора («Спящая красавица»), ведущая женская партия («Бриллианты» из балета «Драгоценности» Баланчина), Терпсихора («Аполлон Мусагет»), Татьяна («Онегин»), Маргарита Готье («Дама с камелиями»), Аспиччия («Дочь фараона»), Бьянка («Укрощение строптивой»), Бэла («Герой нашего времени»), Анастасия («Иван Грозный»), маркиза Сампьетри («Марко Спада»), повелительница дриад («Дон Кихот») и другие.
В мае 2014 года состоялся её дебют в качестве приглашенной артистки в Американском театре балета: выступила в партии Никии в балете «Баядерка» (редакция Н. Макаровой) в Нью-Йорке.
В октябре 2014 года выступила в качестве приглашенной артистки в Мариинском театре в роли Одетты-Одиллии в балете «Лебединое озеро» (редакция К. Сергеева) в Санкт-Петербурге.
В декабре 2015 и январе 2016 выступила в качестве приглашенной артистки с балетной труппой Монте-Карло в балете «Casse-Noisette Compagnie» хореографа Жана-Кристофа Майо в княжестве Монако.
2022
После вторжения России на Украину покинула Большой и поступила в труппу Национального балета Голландии, где ее педагогом-репетитором стала Лариса Лежнина. Артистка сообщила, что она «против этой войны всеми фибрами своей души».

## Фильмография
- 2014 — маркиза Сампьетри, «Марко Спада» на музыку Даниэля Обера в постановке Пьера Лакотта, Bel Air Classique

## Награды

### Профессиональные
- 2009 — лауреат гран-при фестиваля «Гран-при Михайловского театра» (Санкт-Петербург)
- 2013 — лауреат премии фестиваля Dance Open в номинации «Мисс Выразительность» (Санкт-Петербург)
- 2013 — лауреат премии журнала «Балет» «Душа танца» в номинации «Восходящая звезда»
- 2013 — лауреат приза «Бенуа танца» — за исполнение партий Никии, Аспичии и Анастасии в балетах «Баядерка», «Дочь фараона» и «Иван Грозный»[9]
- 2014 — лауреат премии «Позитано» имени Леонида Мясина в номинации «Танцовщица года на международной сцене» (Италия)
- 2016 — лауреат гран-при фестиваля Dance Open (Санкт-Петербург)
- 2019 — «Танцовщица 2018 года» по версии журнала DANZA & DANZA (Италия)
- 2022 — «Танцовщик года» по версии журнала Dance Europe

### Государственные
- 2019 — лауреат Премии города Москвы в номинации «Хореографическое искусство»
- 2020 — Премия Президента Российской Федерации для молодых деятелей культуры 2019 года — за вклад в развитие отечественного хореографического искусства[1]